# Andrzej Kobyliński (jeździec)
Andrzej Józef Kobyliński (ur. 5 grudnia 1931 w Urbanowie, zm. 4 kwietnia 1990 w Łobzie) – polski jeździec, olimpijczyk w dyscyplinie WKKW, zasłużony trener.

## Życiorys
W 1959 w Mistrzostwach Europy w drużynowym WKKW zajął 4. miejsce, a indywidualnie był 14. W obydwu konkursach startował na koniu Wolbórz.
Dwukrotnie zdobywał mistrzostwo Polski: w ujeżdżeniu w 1959 oraz w WKKW w 1961. Był także I wicemistrzem Polski w ujeżdżeniu 1963 i II wicemistrzem w WKKW w 1958.
Startował też na igrzyskach olimpijskich w 1960 w Rzymie. W WKKW nie ukończył próby terenowej. Ponieważ podobnie odpadł Marek Roszczynialski, polska drużyna w składzie: Andrzej Orłoś, Marian Babirecki, Roszczynialski i Andrzej Kobyliński nie została sklasyfikowana.
Po zakończeniu kariery zawodniczej w LZS "Łobez" był trenerem. Jego wychowankiem był m.in. Janusz Bobik, wicemistrz olimpijski z Moskwy (1980).
27 października 2009, czyli 19 lat po śmierci, spoczął na Szczecińskim cmentarzu Centralnym (kwatera 31d).